# Frances Silva
Frances Silva (* 11. November 1992 in Venezuela) ist eine ehemalige US-amerikanische Fußballspielerin.

## Karriere

### Verein
Während ihres Studiums an der West Virginia University spielte Silva von 2010 bis 2013 für die dortige Universitätsmannschaft der West Virginia Mountaineers. Im Januar 2014 wurde sie beim College-Draft der NWSL in der dritten Runde an Position 19 von der Franchise des FC Kansas City unter Vertrag genommen und debütierte dort am 19. April 2014 im Spiel gegen die Washington Spirit. Ihr erstes Tor in der NWSL gelang Silva am 3. Mai 2014 gegen die Houston Dash. 2014 und 2015 gewann sie mit dem FC Kansas City die NWSL-Meisterschaft. Im November 2016 beendete Silva ihre Karriere als Fußballspielerin aus beruflichen Gründen.

### Nationalmannschaft
Silva wurde im März 2014 zum Sechs-Nationen-Turnier in La Manga erstmals in die US-amerikanische U-23-Auswahl berufen und bestritt im Rahmen des Turniers zwei Partien, wobei sie einen Treffer erzielte.

## Erfolge
- 2014, 2015: NWSL-Meisterschaft (FC Kansas City)